# الزدادغة (هوارة)
الزدادغة هو دُوَّار يقع بجماعة مداغ، إقليم بركان، جهة الشرق في المملكة المغربية. ينتمي الدوّار لمشيخة هوارة التي تضم 4 دواوير. يقدر عدد سكانه بـ 1094 نسمة حسب الإحصاء الرسمي للسكان والسكنى لسنة 2004.

## روابط خارجية
- البوابة الوطنية للجماعات الترابية
- المندوبية السامية للتخطيط